# Essential Killing
Pour plus de détails, voir Fiche technique et Distribution.
Essential Killing est un film polonais réalisé par Jerzy Skolimowski, sorti en 2010. 
Le film a obtenu le Grand prix du jury et la Coupe Volpi pour la meilleure interprétation masculine, attribuée à Vincent Gallo, à la Mostra de Venise 2010. 

## Synopsis
Dans les montagnes arides de l'Afghanistan, un taliban tente d'échapper aux hélicoptères et à la puissance de feu de l'armée américaine qui quadrille la région.  
Capturé, ce moudjahid est emmené vers un lieu de détention inconnu, où il est interrogé et torturé. 
Lors de son transfert avec d'autres prisonniers par avion puis camion, de nuit, vers un site en pleines montagnes enneigées, il profite d'un accident pour s'évader. Pieds nus, menottes aux poignets, seulement vêtu de sa combinaison de prisonnier, il va devoir survivre pour sauver sa peau à travers forêts et montagnes hostiles et malgré l'armée qui le traque.

## Fiche technique
- Titre : Essential Killing
- Réalisation : Jerzy Skolimowski
- Scénario : Jerzy Skolimowski et Ewa Piaskowska
- Image : Adam Sikora
- Costumes : Anne Hamre
- Son: Robert Flanagan
- Montage : Réka Lemhényi
- Producteur : Jeremy Thomas
- Pays d'origine : Pologne
- Format : Couleurs - 1,85:1 - Dolby Digital - 35 mm
- Genre : Thriller, guerre
- Durée : 83 minutes
- Date de sortie : 2010

## Distribution
- Vincent Gallo : Mohammed
- Emmanuelle Seigner : Margaret
- David L. Price : officier d'interrogatoire
- Nicolai Cleve Broch : pilote d'hélicoptère
- Stig Frode Henriksen : pilote d'hélicoptère
- Zach Cohen : mercenaire d'une société militaire privée
- Iftach Ophir : mercenaire d'une société militaire privée
- Tracy Spencer Shipp : soldat au téléphone
- Klaudia Kaca : cycliste
- Dariusz Juzyszyn : Logger
- Robert Mazurkiewicz : chasseur

## Distinctions

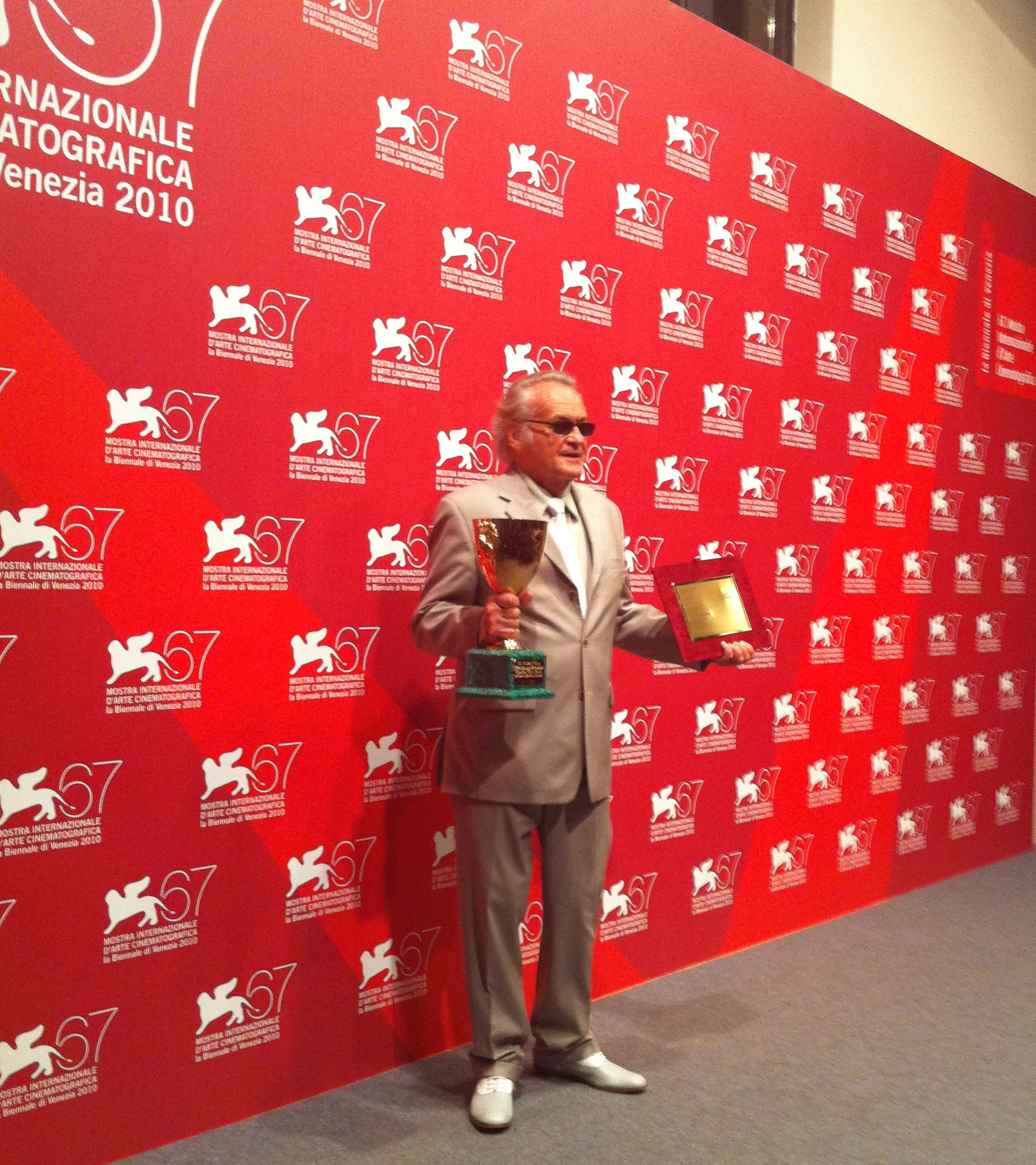
Jerzy Skolimowski portant les récompenses reçues pour le film au festival de Venise 2010.

### Récompenses
- Mostra de Venise 2010 : Coupe Volpi pour la meilleure interprétation masculine pour Vincent Gallo et Grand prix du jury[1].

Pour son rôle de fugitif afghan qui se retrouve en Europe centrale, Vincent Gallo est omniprésent pendant 83 minutes à l'écran durant lesquelles il ne prononce aucun mot.
- 7e Prix France Musique - Sacem de la musique de film (2012), pour la musique originale de Paweł Mykietyn[2].
- Prix du meilleur film au Festival international du film de Mar del Plata en 2010[3].

### Nominations
- Grand prix de l'Union de la critique de cinéma 2012

## Production

### Projet et scénario
Jerzy Skolimowski a l'idée de ce film en 2009. Ayant entendu parler des avions de la CIA qui atterriraient sur des aires militaires près de Schymany, en Pologne, non loin de son domicile, il envisage de traiter le sujet mais ne voit pas sous quel biais car il souhaite se tenir « éloigné de l'idéologie. » Mais, alors qu'il conduit sur une route glissante en hiver, il dérape et se rend compte qu'il se trouve non loin de la ville de Schymany. Beaucoup d'animaux traversant cette route, il imagine alors qu'un tel accident pourrait arriver à des transporteurs de prisonniers. C'est le point de départ du scénario dont il écrit un premier traitement entre 5h et 7h du matin un jour d'hiver. Il le développe ensuite avec sa compagne Ewa Piaskowska.
Il choisit de donner peu de références en matière de lieu, pour qu'on ne sache pas par exemple si le film se déroule au Pakistan ou en Irak, si le personnage principal est afghan ou américain. Il décide néanmoins de donner comme nom au personnage principal « Mohammed » car il veut s'y référer par un nom, sans dire « lui » ou « le protagoniste. » Ce personnage pourrait aussi être proche de celui de John Walker Lindh qui est considéré comme un « taliban américain. »

### Attribution des rôles

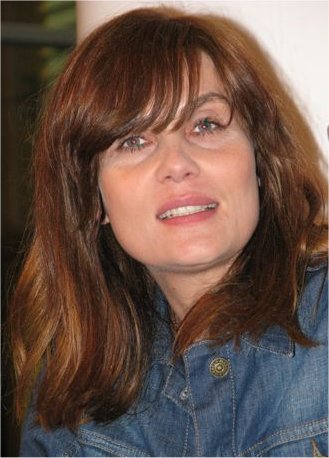
Emmanuelle Seigner peu après la fin du tournage du film.

Une fois le scénario écrit, le producteur du film, Jeremy Thomas, explique à Jerzy Skolimowski qu'il est nécessaire pour le réaliser et lui donner sa pleine mesure d'engager un acteur mondialement connu afin de trouver de meilleurs financements. C'est ainsi que le réalisateur contacte Vincent Gallo qu'il avait côtoyé alors qu'il vivait aux États-Unis. Il choisit cet acteur car, le rencontrant par hasard au Festival de Cannes lors de la présentation de Tetro, il remarque « dans son allure quelque chose d'animal. » Il trouve que cela peut convenir au personnage, tout comme le côté « déplaisant » qu'il voit dans son visage. Skolimowski ayant avec lui le scénario du film, il le donne à Vincent Gallo qui le lit aussitôt et donne son accord pour le film en deux heures. Il n'a aucune crainte pour le tournage car il ne craint pas de marcher pieds nus dans la neige, puisqu'il est « un gars de Buffalo habitué au froid. »
Emmanuelle Seigner est choisie par Jerzy Skolimowski car il la connait depuis qu'elle est devenue la compagne de Roman Polanski, avec qui il est ami depuis leurs études à l'École nationale de cinéma de Łódź. Il la contacte pour le film, mais lorsque Roman Polanski est assigné à résidence en Suisse à la suite de poursuites judiciaires, il envisage son refus. L'actrice préfère néanmoins se consacrer à ce tournage afin de fuir une semaine la situation angoissante qu'elle est en train de vivre. Il a fallu faire en sorte, durant le tournage, de la protéger des paparazzi qui la traquaient.

### Tournage
Le tournage dure 42 jours, de la fin de l'hiver 2009 jusqu'au début du mois de mars 2010.
La première partie du film est filmée en Israël près de la mer Morte, dans un paysage que le réalisateur juge « digne de ce personnage. » Il s'agit d'un endroit dangereux constitué de craie et qui, selon le réalisateur, peut s'effondrer si l'équipe fait trop de bruit. La partie polonaise du film est tournée près de là où réside Jerzy Skolimowski (il a réalisé Quatre nuits avec Anna dans la même région et souhaite retrouver le confort qu'il y a à tourner près de son domicile).
Lors du tournage, il semble que Vincent Gallo prenne son rôle tellement à cœur qu'il cherche à provoquer son entourage afin de faire naître des tensions. Il tenterait de se retrouver, comme le personnage de Mohammed qu'il incarne, « seul contre tous. » Jerzy Skolimowski estime donc que ce n'est pas un tournage facile, mais comme l'interprétation de Gallo est très largement à la hauteur de ce qu'il désire, il juge que l'expérience en vaut la peine. 
Les plans sont tournés en général en une prise, parfois deux ou trois.

### Musique
Au départ, le film est envisagé par le réalisateur sans musique aucune. Mais, après avoir constaté que dans une séquence, des soldats américains écoutent de la musique très fort, il décide de mettre de la musique dans le reste du film. Il pense alors à un mouvement de la troisième symphonie d'Henryk Górecki, mais juge que cette musique attirera « trop l'attention sur elle-même. » Il décide finalement de travailler avec le musicien Paweł Mykietyn, à qui il montre le film un jour avant d'enregistrer ses improvisations. La plupart des instruments viennent du Moyen-Orient.

## Accueil
Dans le magazine Studio Ciné Live 25, la journaliste Véronique Trouillet écrit qu'elle trouve le film « austère, interminable, volontairement obscur quant aux motivations du fugitif déshumanisé jusqu'à la caricature ».[source insuffisante]